# Lulworth Cove

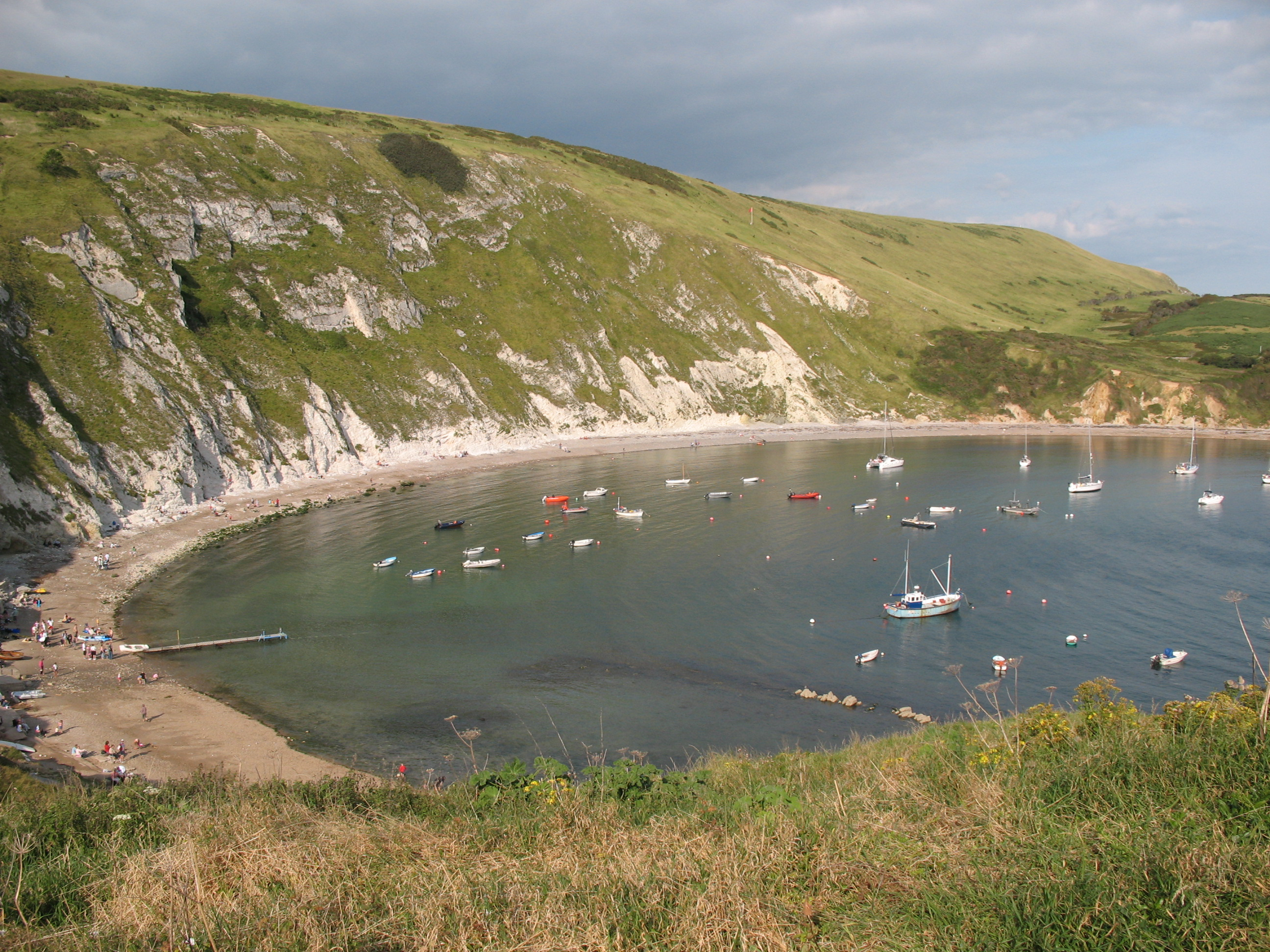
Lulworth Cove

Lulworth Cove is een cove, een kleine natuurlijke baai bij het plaatsje West Lulworth aan de Zuid-Engelse Jurassic Coast. Geologisch gezien is het een van de beste voorbeelden ter wereld van een dergelijke landvorm. De cove wordt jaarlijks door ongeveer een miljoen toeristen bezocht en is daarmee een van de drukst bezochte plaatsen langs de Engelse zuidkust.

## Ontstaan
De geologische gesteentelagen bij Lulworth Cove maken een concordante kustlijn, dat wil zeggen dat ze parallel aan de kust lopen. De buitenste lagen zijn de harde kalkstenen van de formaties van Purbeck en Portland. Daarachter liggen minder competente lagen klei (formaties van Wealden en Gault en Upper Greensand). Deze lagen zijn geërodeerd in een komvorm, waardoor de kleine ronde baai ontstond. Aan de achterkant van de cove liggen weer competentere lagen uit het onderste gedeelte van de Chalk Group.